# Joë Jaunay
Pour les articles homonymes, voir Jaunay (homonymie).
Joë Jaunay, né le 31 mai 1919 à Druye et mort le 30 janvier 1993 à Versailles, est un joueur français de basket-ball, puis entraîneur de la Jeunesse Sportive Caramanaise, du Clermont Université Club  du Stade Français section basket-ball et des différentes équipes de France.

## Biographie
Il est directeur technique national de 1964 à 1980,  succédant à ce poste à Robert Busnel, celui-ci occupant la présidence de la Fédération française de basket-ball. Durant cette période, il est le sélectionneur de l'équipe de France masculine, où il succède à André Buffière, et de l'équipe de France féminine, à la suite de Georgette Coste-Venitien.

## Palmarès
En tant qu’entraîneur de clubs, son palmarès est :
- Finaliste de la coupe des clubs champions : 1971, 1973, 1974, 1976
- Champion de France féminine (8) : 1970, 1971, 1972, 1973, 1974, 1975, 1976, 1983

En tant qu'entraîneur de sélections, son palmarès est :
- Médaille d'argent du championnat d'Europe junior masculin de 1964
- Médaille d'argent du Championnat d'Europe féminin 1970

## Distinctions
- Élu Académicien du basket-ball français[3]

La Coupe de France féminine de basket-ball porte le nom de Trophée Joë Jaunay en son honneur depuis 1996.

## Équipe de France
- Sélectionneur de l’équipe de France masculine de 1965 à 1974